# Thomas Brinkmann (Hockeyspieler)
Thomas Brinkmann (* 5. Januar 1968 in Duisburg) ist ein ehemaliger deutscher Hockeyspieler. Er gewann 1988 eine olympische Silbermedaille.

## Karriere
Thomas Brinkmann spielte wie sein Bruder Dirk für Uhlenhorst Mülheim; er war Mittelfeldspieler, wurde aber auch in der Abwehr eingesetzt. Er spielte ab 1985 in der ersten Mannschaft und war dabei als die Mülheimer 1985 ihren ersten Meistertitel nach 21 Jahren gewannen. Bis 1995 folgten sieben weitere Titel, 1987 siegte der Verein auch in der Halle. Ab 1988 stand Brinkmann auch in mehreren Sieger-Teams beim Europapokal der Landesmeister.
Im Mai 1987 debütierte Thomas Brinkmann in der deutschen Nationalmannschaft. Nachdem er mit der Mannschaft 1987 den dritten Platz bei der Europameisterschaft belegt hatte, wirkte er bei den Olympischen Spielen 1988 in fünf Spielen mit, darunter bei der Finalniederlage gegen die Briten. 1991 und 1994 gewann er mit dem deutschen Team bei der Halleneuropameisterschaft. Insgesamt wirkte Thomas Brinkmann von 1987 bis 1995 in 99 Länderspielen mit, davon 5 in der Halle.